# Guillermo Samperio
Guillermo Samperio (Ciudad de México, 22 de octubre de 1948-Ibídem, 14 de diciembre de 2016) fue un escritor mexicano,  publicó más de cincuenta libros en su carrera entre los cuales destacan cuento, novela, ensayo, literatura infantil, poesía y crónica. Durante más de treinta años impartió talleres literarios en México y el extranjero. Fue incluido en múltiples antologías del país y del extranjero, ha sido traducido a varias lenguas, y compartió antologías con Julio Cortázar, Jorge Luis Borges, Guillermo Cabrera Infante, Miguel Ángel Asturias, Álvaro Mutis, Gabriel García Márquez, Cristina Peri Rossi, Carlos Drummond de Andrade, Eduardo Galeano, Antonio Skármeta, Luisa Valenzuela, entre otros escritores de alto nivel.

## Biografía
En 1969 se incorporó a los talleres creados por Juan José Arreola en el Casco de Santo Tomás del IPN; impartido por Andrés González Pagés. Durante tres o cuatro años escribió una veintena de pequeñas historias y se retiró del taller llamado por la política de izquierda, casi abandonando la literatura. Un año después, el Mtro. Pagés lo llamó para pedirle textos para un libro, el cual sería publicado por el IPN. Era finales del 1973 cuando Samperio vio una convocatoria para becas INBA-Fonapas y, como se tardaban en publicar el libro que se llamaría Cuando el tacto toma la palabra, su primera obra, escogió sus mejores textos y los mandó para la beca, la cual ganó, el maestro sería Augusto Monterroso.
En 1976 ganó el primer lugar del Concurso Museo del Chopo con el cuento «Bodegón» al convertirse tal museo de Historial Natural en Centro Cultural de la UNAM, en el mismo año. Un año después se llevó Premio Casa de las Américas, en la rama de Cuento, con el libro Miedo ambiente; sólo dos mexicanos habían ganado este premio Jorge Ibargüengoitia y Emilio Carballido. Años más tarde, en 1985, ganó el Premio Nacional de Periodismo Literario al Mejor Libro de Cuentos (Literatura), Comitán de Domínguez, Chiapas, 1988, con el Libro Cuaderno imaginario (Editorial Diana, 1991); además de que ha sido miembro del Sistema Nacional de Creadores del FONCA en 1994-2000 y 2007-2010 y Premio Instituto Cervantes de París dentro del Concurso Juan Rulfo 2000 de Francia, con el cuento «¿Mentirme?».
Recibió un Homenaje Nacional en el Palacio de Bellas Artes por sus veinticinco años de escritor con el apoyo del IPN, CONACULTA, INBA, UNAM, y con la participación de Silvia Molina, Francisca Noguerol (España), José Agustín, Hernán Lara Zavala e Ignacio Solares en 1999. Así como la Celebración 40 y 20 en el Palacio Nacional de Bellas Artes a iniciativa de editoriales y escritores con la presencia de Ana Clavel, Hernán Lara Zavala, Silvia Molina y Víctor Roura en octubre del 2008.
Impartió talleres a lo largo y ancho de la República mexicana y continuamente fue invitado para participar en libros recopilatorios y antologías en su país y en el extranjero.
Falleció el 14 de diciembre de 2016 a causa de un paro cardiorrespiratorio, a la edad de sesenta y ocho años.

## Premios y distinciones
- Primer lugar del Concurso Museo del Chopo con el cuento «Bodegón» al convertirse tal museo de Historial Natural en Centro Cultural de la UNAM, 1976.
- Premio Casa de las Américas 1977, en la rama de Cuento, con el libro Miedo ambiente. Jurado: Luis Britto García, Aída Cartagena, César Leante, Pedro Orgambide y Carlos Droguett.
- Medalla a las Artes por los países del Este, recibida en Praga, 1985.
- Premio Nacional de Periodismo Literario al Mejor Libro de Cuentos (Literatura), Comitán de Domínguez, Chiapas, 1988, con el libro Cuaderno imaginario (Editorial Diana, 1991). Jurado: Carmen Boullosa, Beatriz Espejo y Eraclio Zepeda.
- Miembro de la Comisión Binacional en el Fideicomiso para la Cultura México/USA, los años 1993/1994.
- Miembro del Sistema Nacional de Creadores del FONCA: 1993-1996, 1997-2000, 2007-2010 y 2010-2013.
- Homenaje Nacional en el Palacio de Bellas Artes por sus veinticinco años de escritor con el apoyo del IPN, CONACULTA, INBA, UNAM, y con la participación de Silvia Molina, Francisca Noguerol (España), José Agustín, Hernán Lara Zavala e Ignacio Solares, 1999.
- Premio Instituto Cervantes de París dentro del Concurso Juan Rulfo 2000 de Francia, con el cuento «¿Mentirme?»
- Miembro de la Organización Internacional de Microficción fundada en la Universidad de Salamanca, España, 2002.
- Celebración 40 y 20 en el Palacio Nacional de Bellas Artes a iniciativa de editoriales y escritores, 2008.
- Mención especial por la Universidad de Salamanca, España, junto con el poeta español José Ángel Valente (qedp) y el Premio Nobel José Saramago (qedp).
- Premio Letterario Nazionale di Calabria e Basilicata 2010 al mejor libro de un autor extranjero por su obra La Gioconda en bicicletta, publicado en Italia por Aljon Editrice.
- Fue  homenajeado en vida con la inauguración de dos bibliotecas que llevan el nombre de «Guillermo Samperio» ubicadas en:

-Centro Cultural La Veranda, Nacional de Enseñanza Técnica n.º 9. Junio del 2009.
-Escuela Preparatoria Oficial n.º 31, Tultepec, Estado de México. Mayo del 2011.
- Ha sido incluido en múltiples antologías del país y el extranjero y traducido a varias lenguas.

## Obras

### Cuentos
- Cuando el tacto toma la palabra, IPN, México, 1974.
- Cualquier día sábado, INBA / Editorial Nueva Imagen, México, 1974/1994.
- Fuera del ring, INBA, México, 1975.
- Miedo ambiente, Casa de las Américas, Cuba, 1977 / Ediciones Corunda, México, 1994.
- Lenin en el fútbol, cuentos, Grijalbo, México, 1977/Alfaguara,México, 2004.
- De este lado y del otro, cuentos, Ediciones Papel de envolver, Colección Luna Hiena/Universidad Veracruzana México, 1982.
- Gente de la ciudad, FCE, cuentos, 1985/1993/1997.
- Miedo ambiente y otros miedos, Lecturas mexicanas Nº38. SEP. México, 1986.
- Cuaderno imaginario, Editorial Diana, México, 1989.
- Antología personal, Universidad Veracruzana, Xalapa, México, 1990.
- El hombre de la penumbra, cuentos, Alfadil Ediciones, Caracas, Venezuela, 1991.
- Cuentos, colección Material de Lectura de la UNAM, 1995.
- Cuando el tacto toma la palabra, antología de cuentos, 1974–1999, Fondo de Cultura Económica, 1999.
- La cochinilla y otras ficciones breves, antología de cuentos, (prólogo de Hernán Lara Zavala y epílogo-entrevista por Marco Antonio Campos), Universidad Nacional Autónoma de México, 1999.
- El fantasma de la jerga, Col. Biblioteca del ISSSTE, México, 1999.
- Humo en sus ojos, Editorial Lectorum, México, 2000.
- La Gioconda en bicicleta, cuentos, Océano-México, 2001.
- Ellas habitaban un cuento, Aldus–CONACULTA, Colección La Centena, México, 2001.
- La mujer de la gabardina roja y otras mujeres, Páginas de Espuma, Madrid, 2002.
- Despadrada, Minimalia Erótica de Solar Editores, México, 2003.
- La brevedad es una catarina anaranjada, Lectorum, México, 2004.
- Lenin en el fútbol, cuentos, Punto de lectura, Santillana, México, 2004.
- Emiliano Zapata un soñador con bigotes, Alfaguara, México, 2004.
- Cuentos reunidos, Alfaguara, México, 2007.[10]
- La guerra oculta, Lectorum, México, 2008.
- Sueños de escarabajo, FCE, México, 2011.
- El experto en fechas, (libro electrónico), RD Editores, 2012.
- Te acuerdas, Julia, cuento y prosa poética, Editorial Alfaguara, 2013.
- Historia de un vestido negro. FCE, 2013.
- Caballos de oro en la noche, Sílaba Editores, Medellín, 2013.
- Al fondo se escucha el rumor del océano, Raymond Carver ad honore. Ediciones de Educación y Cultura/Trama Editorial. México- España, 2013.
- Santuario y satanario, narrativa, Poetazos 2014.
- Maravillas malabares, Ediciones Cátedra, España, 2015. Libro antológico de la colección Letras Hispánicas que incluye cuentos publicados e inéditos, poemas en prosa y una novela breve de título "Anteojos para la abstracción".[11]

### Novela
- Anteojos para la abstracción, novela; doce dibujos de Fernando Leal Audirac; Editorial Cal y Arena, 1994.
- Ventriloquía inalámbrica, novela; imágenes fotográficas de Lázaro Blanco; Editorial Océano-México, 1996-1997/Editorial Berenice, España, 2007.
- Emiliano Zapata, un soñador con bigotes, Alfaguara Infantil, México 2004.
- Juárez, héroe de papel, biografía novelada, Ediciones B, México, 2010.
- Hidalgo, aventurero astuto de corazón grande, biografía novelada, Ediciones B, México, 2010.
- Morelos, adicto de la nación, biografía novelada, Ediciones B, México, 2010.
- Marcos, el enmascarado de estambre, (biografía no autorizada y novelada), Editorial Lectorum, México, 2011.
- Almazán, El Único General Revolucionario, biografía novelada del General Juan Andreu Almazán, Editorial Lectorum México, 2011.

### Poesía
- Al filo de la luna, El tucán de Virginia, México, 2005.
- La pantera de Marsella, Calamo/Oaxaca (Fundación F. Toledo) e Instituto Nacional de Bellas Artes , México, 2006.
- Volvimos a escuchar ese adagio de Mozart, Chamán Ediciones, Albacete, España, 2016.

### Ensayo
- ¿Por qué Colosio?, Editorial Océano-México, 1a. a 3a. edición, 1995.
- Tribulaciones para el siglo XXI, Universidad Autónoma de Puebla, 1999.
- Los franchutes desde México, Editorial Aldus, México, 2000.
- El club de los independientes, ensayo, Lectorum, México, 2005.
- El príncipe Medusa y otros ensayos, UACM, México, 2012.

### Antologías coordenadas/externas y manuales
- Después apareció una nave. Recetas para nuevos cuentistas,  manual, Alfaguara, México, 2002.
- Tarántula en Terminemos el cuento, Alfaguara, 2002.
- La mano junto al muro, antología de 20 cuentos latinoamericanos, selección y prólogo Alfaguara, México, 2004.
- Di algo para romper este silencio (celebración por Raymond Carver), coordinador, Lectorum, México, 2005.
- Cómo se escribe un cuento. 500 Tips para nuevos cuentistas del siglo XXI, Berenice, España, 2008.

### Libros traducidos
- Journal de bord de la quiétude / Bitácora de la quietud, poemas en prosa, bilingüe; fotografías de Marc Pataut; Editions Drac Nord-Pas de Calais / Zou’, Francia, 1991.
- Beatle Dreams and Other Stories, short stories, Latin American Literary Review Press, Pittsburgh, EUA, 1995.
- Gens de la ville, Atelier du Gue, París, Francia, 2008.
- La Gioconda in bicicletta, romanzo, Aljon Editrice, Italia, 2010

Ha sido incluido en múltiples antologías del país y el extranjero y traducido a varias lenguas, compartiendo antologías con Julio Cortázar, Jorge Luis Borges, Guillermo Cabrera Infante, Miguel Ángel Asturias, Álvaro Mutis, Gabriel García Márquez, Cristina Peri Rossi, Carlos Drummond de Andrade, Eduardo Galeano, Antonio Skármeta, Luisa Valenzuela, entre otros escritores de alto nivel.
Después apareció una nave está incluido en la biblioteca de aula de educación media. Su libro para niños Emiliano Zapata, un soñador con bigotes forma parte de la biblioteca de educación básica.